# هاري إس دنت، الأب
هاري إس دنت، الأب (بالإنجليزية: Harry S. Dent, Sr.)‏ (و. 1930 – 2007 م) هو محامي، وصحفي من الولايات المتحدة الأمريكية.
وهو عضو في الحزب الجمهوري.

## التعليم
تعلم في جامعة جورج واشنطن.